# Плывущее яблоко
«Плыву́щее я́блоко» — кукольный мультипликационный фильм. Создан в 1988 году на «Киргизфильм».

## Создатели
| режиссёр                  | Умутбек Жайлобаев                                                                                           |
| сценарист                 | Умутбек Жайлобаев                                                                                           |
| художник-постановщик      | А. Досов |
| художники-мультипликаторы | Д. Мукамбетова-Элебаева, Г. Сабирова, Т. Рахматулаев, А. Джунусов, Б. Джусупбеков, Т. Ерофеева, А.Туменбаев |
| оператор                  | Ш. Ажиев |
| композитор                | Н. Патышев                                                                                                  |
| звукооператоры            | О. Абдибаитов                                                                                               |

## Сюжет
Фильм о суслике, пострадавшем за свою чрезмерную жадность и страсть к накопительству. Драматизм истории скрашен простым юмором.